# Ludwig-Feuerbach-Straße 9 (Weimar)

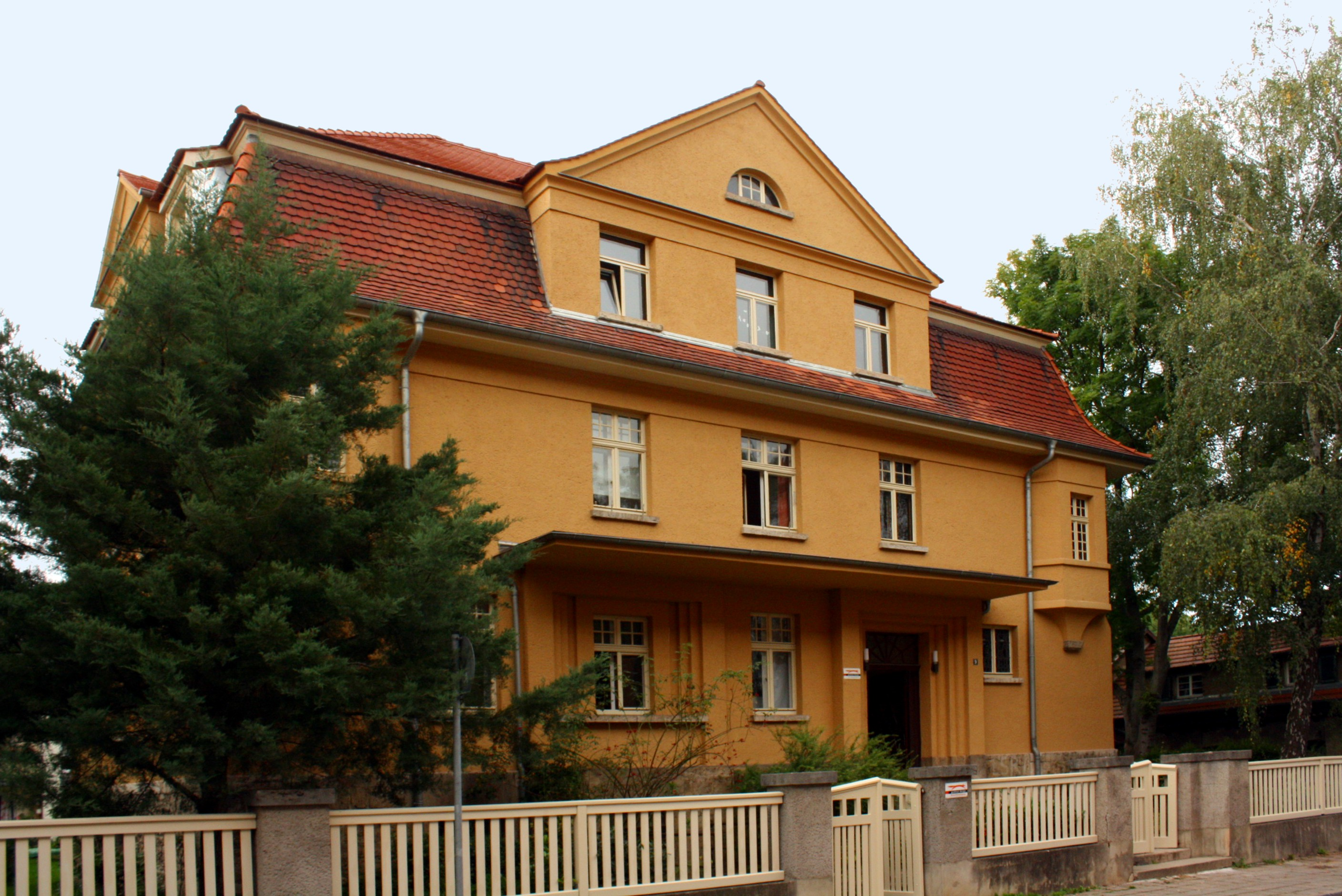
Haus Ludwig-Feuerbach-Straße 9

Das ehemalige denkmalgeschützte Verlags- und Wohnhaus Ludwig-Feuerbach-Straße 9 (heute ein Design-Büro) ist ein Gebäude im barockisierenden Heimatschutzstil und befindet sich in der Ludwig-Feuerbach-Straße in der Südstadt von Weimar.

## Geschichte
Es entstand 1924/25 nach den Plänen des Weimarer Architekten Paul Mühle. Es entstand als Verlags- und Versandhaus für den Verlagsbuchhändler Wilhelm Stein. Der Verlag hieß Verlag für Volks- und Heimatkunde Wilhelm Stein, Weimar. Es war somit eines der wenigen gewerblich genutzten Gebäude im südlichen Siedlungsgebiet von Weimar. Im Jahr 1932 erfolgte der Umbau zu einem Wohnhaus nach Plänen von Reinhard Olm. Auftraggeber war der Kaufmann Martin Zimmermann. Der Ziegelbau mit Mansarddach ist vollständig unterkellert. Das Gebäude hat ein Zwerchhaus in der Mitte und seitlich polygonale Eckerker und ist symmetrisch gegliedert. Der Hauseingang ist jedoch aus der Mittelachse nach Osten hin versetzt. Es hat ein mehrfach abgestuftes Gewände. Das Souterrain besitzt eine Verkleidung mit Travertinbossen. Darin befand sich einst das Buchlager. Die Ausstattung von 1924/25 bzw. 1932 mit den Innen- und Außentüren, dem Treppenhaus, Holzfußböden, Wandverkleidungen u. a. blieb erhalten. Das Grundstück wird von einem Holzlattenzaun eingefasst.